# Burnin' (chanson)
Pour les articles homonymes, voir Burnin'.
Singles de Daft Punk
Around the World
(1997) Revolution 909
(1999)
Pistes de Homework
Oh Yeah
(12) Indo Silver Club
(14)
Burnin' est un morceau instrumental du groupe de musique électronique français Daft Punk sorti en 1997. C'est le 4e single extrait de leur premier album Homework, sorti la même année.

## Clip vidéo
Le clip vidéo est réalisé par Seb Janiak. Il rend hommage aux producteurs de Chicago house dans la musique desquels Daft Punk a puisé son inspiration. La scène de fête de la vidéo présente DJ Sneak, Roger Sanchez, Derrick Carter, Roy Davis Jr., Paul Johnson, Robert Armani et DJ Hyperactive. Thomas Bangalter et Guy-Manuel de Homem-Christo, le duo de Daft Punk, font une apparition. La vidéo a été tournée à Chicago dans un immeuble de bureaux situé au One South Wacker Drive, mettant en scène le Chicago Fire Department.

## Pistes
- Maxi 45 tours 5 pistes (Royaume-Uni) :

1. Burnin' (Ian Pooley "Cut Up" Mix) - 5:20
2. Burnin' (Slam Mix) - 6:48
3. Burnin' (Original Mix) - 6:53
4. Burnin' (DJ Sneak "Mongowarrior" Mix) - 10:22
5. Burnin' (DJ Sneak Main Mix) - 9:10

- CD/Maxi :

1. Burnin' (Edit Version)  - 3:48
2. Burnin' (Ian Pooley "Cut Up" Mix) - 5:20
3. Burnin' (Slam Mix)  - 5:20
4. Burnin' (Original Mix) - 6:54

## Classement par pays
| Classement (1997)                       | Meilleure position |
| --------------------------------------- | ------------------ |
| France (SNEP)                           | 29                 |
| Belgique (Wallonie Ultratop 50 Singles) | 38                 |
| Finlande (Suomen virallinen lista)      | 20                 |